# 吉井站 (長崎縣)
吉井站（日语：／ Yoshii eki */?）是位於長崎縣佐世保市吉井町大渡，松浦鐵道的西九州線車站。
曾經急行「平戶」停靠此站。同時曾經此站可轉乘國鐵世知原線。世知原線在1971年12月26日廢止。

## 歷史
- 1933年10月24日 - 吉井站啟用。
- 1934年4月18日 - 車站改名為肥前吉井站。
- 1970年10月1日 - 結束貨物起卸業務。
- 1971年12月26日 - 國鐵世知原線廢止。
- 1987年4月1日 - 伴隨國鐵分割民營化，車站由九州旅客鐵道（JR九州）營運[1][2][3]，成為JR九州松浦線車站。
- 1988年4月1日 - 松浦鐵道接管松浦線，成為松浦鐵道西九州線車站。同時改名為吉井站。同時成為無人車站。

## 車站構造
車站是一座地面車站，設有2面2線的相對式月台。此站是無人車站。在松浦鐵道接管時設有木造車站大樓，現時沒有車站大樓，只有候車室。兩月台之間設有站內平交道連接。

### 月台
| 月台 | 路線      | 上下行 | 方向                         |
| ---- | --------- | ------ | ---------------------------- |
| 北邊 | ■西九州線 | 上行   | 田平平戶口、松浦、伊萬里方向 |
| 南邊 | ■西九州線 | 下行   | 佐佐、左石、佐世保方向       |

## 使用狀況
在2018年度，1日平均上落車人次為160人。在2005年度，1日平均上落車人次為206人。

## 車站周邊
- 國道204號
- 佐世保市政廳（日语：佐世保市役所）吉井行政中心
- 長崎縣綜合保健中心縣北分所
- 十八親和銀行（日语：十八親和銀行）吉井分店
- 吉井郵局（日语：吉井郵便局 (長崎県)）
- 吉井保育園、吉井中央幼稚園
- 佐世保市立吉井中學（日语：佐世保市立吉井中学校）
- 佐世保市立吉井南小學（日语：佐世保市立吉井南小学校）
- 松葉屋超級市場
- 國正理容院
- 御橋觀音寺（日语：御橋観音寺）

## 其他
在東京電視台的旅行節目中，此站用作無人車站企劃的拍攝地點。

## 相鄰車站
松浦鐵道
西九州線
潛龍瀧－吉井－神田

### 曾經存在的路線
日本國有鐵道
世知原線
肥前吉井－祝橋－世知原

## 注腳
1. ↑  九州鉄道百年祭実行委員会・百年史編纂部会 (编).  初版. 九州旅客鉄道. 1988: 181 （日语）.
2. ↑  『交通年鑑 昭和63年版』 交通協力會，1988年3月。
3. ↑  今村都南雄 『民営化の效果と現実NTTとJR』 中央法規出版，1997年8月。ISBN 978-4805840863
4. ↑  佐世保市統計書
5. ↑  長崎縣統計年鑑

## 外部連結
- 吉井站時間表 （页面存档备份，存于）（日語） - 松浦鐵道